# جريج بلاندل
جريج بلاندل (بالإنجليزية: Gregg Blundell)‏ هو لاعب كرة قدم بريطاني، ولد في 3 أكتوبر 1977 في ليفربول في المملكة المتحدة. لعب مع دارلينجتون إف سى ونادي أكرينغتون ستانلي ونادي بارو ونادي ترانمير روفرز لكرة القدم ونادي تشستر سيتي ونادي دونكاستر روفرز.

## وصلات خارجية
- جريج بلاندل على موقع قاعدة بيانات كرة القدم.إي يو (الإنجليزية)
- جريج بلاندل على موقع Soccerbase.com (لاعب) (الإنجليزية)